# بنات الأب
بنات الأب (بالإنجليزية: The Stepdaughters)‏ هو مسلسل تلفزيوني فلبيني تم بثه على جي إم أي الشبكة في عام 2018.

## روابط خارجية
- بنات الأب على موقع IMDb (الإنجليزية)
- بنات الأب على موقع كينوبويسك (الروسية)
- بنات الأب على موقع قاعدة بيانات الفيلم (الإنجليزية)